# Нафтові родовища блоку Хальда
Нафтові родовища блоку Хальда — група родовищ на північному заході Єгипту, відкритих на території ліцензійного блоку Хальда. Відносяться до нафтогазоносного басейну Шушан.
У другій половині 1960-х років у прибережних районах Західної пустелі почала розвідувальні роботи американська компанія Phillips Petroleum (з 1967-го діяла через компанію-оператора WEPCO). Їй вдалось виявити такі значні нафтові родовища, як Аламейн та Умбарака, проте результати цілого ряду розвідувальних свердловин були визнані незадовільними. Серед останніх була свердловина Khalda 1X на структурі Хальда, в районі за сім десятків кілометрів на південний захід від міста Мерса-Матрух. Згодом розвідку на ділянках, від яких відмовилась Phillips Petroleum, продовжили інші інвестори, зокрема права на блок Хальда отримала Phoenix Resources, яку на початку 1980-х придбала інша американська компанія Texas International (TEI).
У 1983 році повторні роботи на свердловині, яку колись пробурила на Хальді WEPCO, дозволили отримати приплив нафти в обсягах 700 барелів на добу. Наступного року свердловина Khalda 2X показала на випробуваннях дебіт у 900 барелів та підтвердила поширення резервуару на південь, що стало остаточним підтвердженням комерційного відкриття. Того ж 1984-го за півтора десятки кілометрів на південний схід відкрили родовище Салам, перша свердловина на якому показала результат у 11 тисяч барелів на добу із двох різних геологічних формацій. Споруджені в 1985-му оціночні свердловини Salam 2X та Salam 3X дали на тестуванні приплив у 6 тисяч та 15 тисяч барелів на добу відповідно.
В наступні кілька років в межах ліцензійної ділянки виявили цілий ряд інших родовищ, як то Хайат, Сафір, Тот, Кахраман-Південь, Кенц (у 1986-му), Амун, Яссер, Тарек (1987), Тот-Захід (1988), Кахраман (1991), Шурук, Шурук-Схід, Шамс (1994). Майже всі вони групувались навколо родовища Салам і лише Кахраман-Південь та Кахраман знаходились в районі на північний захід від Хальди, а Тарек — аж за шість десятків кілометрів на північний схід від Салам. Більшість відкриттів носила нафтовий характер, при цьому зі свердловин-відкривачів на структурах Хайат та Яссер (згодом їх стали розглядати як єдине родовище) отримали припливи у 5 тисяч та 9 тисяч барелів на добу відповідно.
Запаси виявились в основному пов'язаними з ранньокрейдовою формацією Алам-Ель-Буейб (виникла переважно під час неокому), а також із пізньокрейдовою формацією Бахарія (сеноман). Водночас, тестування залягаючої нижче середньоюрської формації Хататба (горизонти Нижня Сафа, Верхня Сафа) показало наявність тут переважно газоконденсатних покладів. Так, з Salam 3X і Tarek 1X отримали 1 млн м3 та 0,94 млн м3 газу на добу відповідно, а свердловина Amoun 2 дала приплив у 0,35 млн м3. Як наслідок, було кілька родовищ визнали газовими — Салам-Глибоке, Амун, Шамс і Тарек.
Успішна розвідка надала можливість залучити нового потужного інвестора — компанію Conoco, яка отримала частку у 50 %. В 1989-му Phoenix Resources (на той час її колишній власник Texas International уже збанкрутувала) продала ще 10 % частки інвестора південнокорейському конгломерату Samsung, а в 1990-му Conoco поступилась своїми правами на блоці іспанській компанії Repsol. У 1996-му американська компанія Apache поглинула Phoenix Resources, а в 1998 році австралійська Novus придбала частку Samsung. Нарешті, у 2001-му Apache викупила всі права на блок Хальда у Repsol та Novus і стала єдиним інвестором проекту. Водночас варто відзначити, що за усталеною в Єгипті практикою після оголошення комерційного відкриття подальші роботи провадяться компанією-оператором, якою в цьому разі стала заснована у 1985 році Khalda Petroleum Company. Вона належала на паритетних засадах єгипетській державній Egyptian General Petroleum Corporation та пулу інвесторів (який з 2001-го скоротився до Apache). Що стосується розподілу продукції, інвестори отримують до 40 % на відшкодування витрат та до 15 % як додаткову прибуткову частину.
Розробка нафтових родовищ групи почалась у 1986 році, при цьому на Салам ввели в дію центральну установку підготовки потужністю 50 тисяч барелів на добу (крім того, вона здатна приймати 0,56 млн м3 газу). У 1994-му середньодобовий видобуток групи родовищ Хальда досягнув майже 33 тисяч барелів нафти. Цей результат забезпечували 75 продуктивних свердловин, всього ж на блоці вже було пробурено 157 свердловин, з яких 45 були розвідувальними. Підтверджені залишкові запаси станом на кінець 1994 року оцінювались у 69 млн барелів.
Видачу продукції організували по трубопроводу довжиною 35 км та діаметром 400 мм, який прямує на схід до належного іншій компанії родовища Мелейха, звідки у першій половині 1980-х проклали головний нафтопровід до терміналу Ель-Хамра.
В 1990 році на блоці Хальда пробурили горизонтальну свердловину, що стало першим випадком в історії нафтогазової промисловості Єгипту.
Газові запаси блоку Хальда певний час майже не розроблялись, хоча починаючи з 1991 року отриманий при розробці нафтових покладів асоційований газ міг подаватись для місцевих потреб по трубопроводу Салам – Мерса-Матрух. Втім, відкриття на сусідній концесії великого газового родовища Обайєд уможливило введення в дію у 1999-му Північного газопроводу, до якого під'єднали створена на блоці Хальда газопереробні заводи Салам і Тарек. А після відкриття у 2003 році великого газового родовища Каср блок Хальда перетворився переважно на газопродукуючий.